# Wieża (powieść)
Wieża (tytuł oryginału The Spire) – powieść Williama Goldinga z 1964 roku. 
Dziekan katedry w Salisbury, Jocelin, olśniony szlachetną wizją, postanawia wybudować wieżę, która sprzeczna jest z prawami fizyki i zdrowym rozsądkiem, bowiem nie stoi na wystarczających fundamentach i w każdej chwili grozi zawaleniem. Jocelin zawładnięty pragnieniem wzniesienia wieży, nie dostrzega, że jej groźny i wspaniały cień niszczy życie ludzi stojących obok. Jego wizja powoli przeradza się w manię i prowadzi do szaleństwa.
Utrzymana jest w poetyce średniowiecznej opowieści, alegoryczna historia zadaje pytania o miłość do Boga i obojętność wobec bliźnich, granice między wiarą a fanatyzmem oraz oddziaływanie wielkich idei na życie ludzi.